# Ping
Ping je administrativni alat koji služi za provjeru dostupnosti poslužitelja na računalnim mrežama temeljenim na IP protokolu.